# Anna Soubry
Anna Mary Soubry, född 7 december 1956 i Lincoln i Lincolnshire, är en brittisk politiker (Change UK). Hon var ledamot av underhuset för Broxtowe mellan 2010 och 2019.
Soubry valdes in i parlamentet för Konservativa partiet, men lämnade partiet i februari 2019 för att ansluta sig till Change UK. I juni 2019 valdes hon till partiledare.